# Ommedijkse Polder
De Ommedijkse Polder is een polder en voormalig waterschap in de Nederlandse stad Leiden, provincie Zuid-Holland.
Het waterschap was verantwoordelijk voor de vervening, drooglegging en de waterhuishouding in de polder.